# Pieve di Olgiate Olona
La pieve di Olgiate Olona o pieve dei Santi Stefano e Lorenzo di Olgiate Olona (in latino: Plebis Olgiatensis o Plebis Sanctorum Stephani et Laurentii Olgiatensis) era il nome di un'antica pieve dell'arcidiocesi di Milano e del ducato di Milano con capoluogo Olgiate Olona.
Oggi il suo territorio ricade principalmente sotto i decanati della Valle Olona e di Busto Arsizio. Ai santi patroni Stefano e Lorenzo è ancora dedicata la chiesa prepositurale di Olgiate Olona.

## Storia
La pieve di Olgiate Olona viene citata per la prima volta nel XIII secolo e nuovamente lodata da Goffredo da Bussero alla fine dello stesso secolo. Alla fine del XIV secolo apprendiamo che il clero collegiato era composto di nove canonici con cappellanie al seguito.
La prosperità della pieve portò una crescita seppur lieve del numero dei canonici che verso la metà del XVI secolo erano già dieci, accompagnati dalle rettorie di Santa Maria di Gorla Maggiore, San Giulio di Castellanza, Sacconago, San Giovanni Battista di Busto Arsizio, San Michele di Busto Arsizio, Solbiate Olona, Santa Maria, Pietro e Giacomo di Cislago, Sant'Ambrogio di Marnate, San Lorenzo di Gorla Minore, San Nazaro di Prospiano, San Vitale e Valeria di Gorla Maggiore, San Martino di Fagnano, San Giovanni di Bergoro, San Martino di Cairate. La struttura ecclesiastica diventò nel frattempo il modello per una coestensiva struttura amministrativa secolare e laica nella quella si articolava la Provincia del Ducato di Milano: la pieve civile raccoglieva venti comuni.
La città era però col tempo diminuita di abitanti e di influenza nel territorio, a scapito della sempre crescente Busto Arsizio e così il cardinale Carlo Borromeo, il 4 aprile 1583 trasferì la sede plebana da Olgiate Olona a Busto Arsizio, ove rimase sino alle soppressioni del 1972. La cittadina bustocca era stata infatti un caso di autentico successo borghese nell’età comunale, tanto da trasformare un villaggio dell’Alto medioevo in un forte riferimento del tessuto urbano locale.
Tale atto non fu tuttavia mai riconosciuto ai fini civili, per i quali la Pieve di Olgiate continuò ad esistere ininterrottamente fino all'invasione napoleonica del 1796.

## Territorio
Nella seconda metà del XVIII secolo, il territorio della pieve era così suddiviso:
| Pieve civile                                 |
| Comune di Olgiate Olona                      |
| Comune di Cairate                            |
| Comune di Castellanza Comune di Castegnate   |
| Comune di Cislago Comune di Cassina Massina  |
| Comune di Fagnano con Bergoro                |
| Comune di Gorla Maggiore                     |
| Comune di Gorla Minore                       |
| Comune di Legnano                            |
| Comune di Marnate Comune di Nizzolina        |
| Comune di Prospiano                          |
| Comune di Rescalda                           |
| Comune di Rescaldina                         |
| Comune di Sacconago con Cassina di Borghetto |
| Comune di Solbiate Olona                     |

Dal punto di vista ecclesiastico, tutto il territorio era a quel tempo incluso nella Pieve di San Giovanni Battista di Busto Arsizio, tranne Legnano e Rescaldina sotto la Pieve di San Magno di Legnano.